# Ján Volko
Ján Volko (ur. 2 listopada 1996 w Bratysławie) – słowacki lekkoatleta specjalizujący się w biegach sprinterskich.
Złoty medalista (w drużynie) igrzysk europejskich (2015) – indywidualnie zwyciężył w biegu na 200 metrów, biegł także w trzeciej na mecie sztafecie 4 × 100 metrów.
Bez awansu do finału startował na juniorskich mistrzostwach Europy w Eskilstunie (2015). Na początku 2016 odpadł w eliminacjach halowych mistrzostw świata. W tym samym roku osiągnął półfinał biegów na 100 i 200 metrów podczas europejskiego czempionatu w Amsterdamie.
W 2017, bijąc rekord Słowacji na dystansie 60 metrów, został w Belgradzie halowym wicemistrzem Europy. W tym samym roku został młodzieżowym wicemistrzem i mistrzem Europy w biegach na 100 i 200 metrów. Szósty zawodnik światowego czempionatu w hali (2018). W 2019 roku został halowym mistrzem Europy, natomiast w kolejnej edycji halowego czempionatu w Toruniu wywalczył brązowy medal.
Wielokrotny mistrz i rekordzista Słowacji oraz reprezentant kraju na drużynowych mistrzostwach Europy.

## Osiągnięcia
| Rok  | Impreza                                  | Miejsce       | Konkurencja        | Lokata      | Wynik |
| ---- | ---------------------------------------- | ------------- | ------------------ | ----------- | ----- |
| 2015 | Halowe mistrzostwa Europy                | Praga         | bieg na 60 m       | eliminacje  | 6,86  |
| 2015 | III liga drużynowych mistrzostw Europy   | Baku          | bieg na 200 m      | 1. miejsce  | 21,08 |
| 2015 | III liga drużynowych mistrzostw Europy   | Baku          | sztafeta 4 × 100 m | 3. miejsce  | 40,80 |
| 2015 | Mistrzostwa Europy juniorów              | Eskilstuna    | bieg na 100 m      | półfinał    | 10,84 |
| 2015 | Mistrzostwa Europy juniorów              | Eskilstuna    | bieg na 200 m      | eliminacje  | 21,68 |
| 2016 | Halowe mistrzostwa świata                | Portland      | bieg na 60 m       | eliminacje  | 6,80  |
| 2016 | Mistrzostwa Europy                       | Amsterdam     | bieg na 100 m      | półfinał    | 10,43 |
| 2016 | Mistrzostwa Europy                       | Amsterdam     | bieg na 200 m      | półfinał    | 21,28 |
| 2017 | Halowe mistrzostwa Europy                | Belgrad       | bieg na 60 m       | 2. miejsce  | 6,58  |
| 2017 | II liga drużynowych mistrzostw Europy    | Tel Awiw-Jafa | bieg na 100 m      | 1. miejsce  | 10,21 |
| 2017 | II liga drużynowych mistrzostw Europy    | Tel Awiw-Jafa | bieg na 200 m      | 2. miejsce  | 20,61 |
| 2017 | II liga drużynowych mistrzostw Europy    | Tel Awiw-Jafa | sztafeta 4 × 100 m | 2. miejsce  | 40,35 |
| 2017 | Młodzieżowe mistrzostwa Europy           | Bydgoszcz     | bieg na 100 m      | 2. miejsce  | 10,18 |
| 2017 | Młodzieżowe mistrzostwa Europy           | Bydgoszcz     | bieg na 200 m      | 1. miejsce  | 20,33 |
| 2017 | Mistrzostwa świata                       | Londyn        | bieg na 100 m      | eliminacje  | 10,25 |
| 2017 | Mistrzostwa świata                       | Londyn        | bieg na 200 m      | półfinał    | 20,61 |
| 2017 | Uniwersjada                              | Tajpej        | bieg na 200 m      | 3. miejsce  | 20,99 |
| 2018 | Halowe mistrzostwa świata                | Birmingham    | bieg na 60 m       | 6. miejsce  | 6,59  |
| 2018 | Mistrzostwa Europy                       | Berlin        | bieg na 100 m      | półfinał    | 10,31 |
| 2018 | Mistrzostwa Europy                       | Berlin        | bieg na 200 m      | półfinał    | 20,58 |
| 2019 | Halowe mistrzostwa Europy                | Glasgow       | bieg na 60 m       | 1. miejsce  | 6,60  |
| 2019 | Igrzyska europejskie                     | Mińsk         | bieg na 100 m      | 2. miejsce  | 10,38 |
| 2019 | Uniwersjada                              | Neapol        | bieg na 100 m      | 4. miejsce  | 10,36 |
| 2019 | Uniwersjada                              | Neapol        | bieg na 200 m      | 5. miejsce  | 20,66 |
| 2019 | I liga drużynowych mistrzostw Europy     | Sandnes       | bieg na 100 m      | 3. miejsce  | 10,75 |
| 2019 | I liga drużynowych mistrzostw Europy     | Sandnes       | bieg na 200 m      | 2. miejsce  | 20,98 |
| 2021 | Halowe mistrzostwa Europy                | Toruń         | bieg na 60 m       | 3. miejsce  | 6,61  |
| 2021 | Igrzyska olimpijskie                     | Tokio         | bieg na 100 m      | eliminacje  | 10,40 |
| 2021 | Igrzyska olimpijskie                     | Tokio         | bieg na 200 m      | eliminacje  | 21,21 |
| 2022 | Halowe mistrzostwa świata                | Belgrad       | bieg na 60 m       | eliminacje  | 6,66  |
| 2022 | Mistrzostwa Europy                       | Monachium     | bieg na 100 m      | 4. miejsce  | 10,16 |
| 2022 | Mistrzostwa Europy                       | Monachium     | bieg na 200 m      | półfinał    | 20,39 |
| 2023 | Halowe mistrzostwa Europy                | Stambuł       | bieg na 60 m       | 5. miejsce  | 6,57  |
| 2023 | II dywizja drużynowych mistrzostw Europy | Chorzów       | bieg na 100 m      | 1. miejsce  | 10,24 |
| 2023 | II dywizja drużynowych mistrzostw Europy | Chorzów       | bieg na 200 m      | 1. miejsce  | 20,53 |
| 2023 | Uniwersjada                              | Chengdu       | bieg na 200 m      | 4. miejsce  | 20,66 |
| 2023 | Mistrzostwa świata                       | Budapeszt     | bieg na 100 m      | eliminacje  | 10,25 |
| 2023 | Mistrzostwa świata                       | Budapeszt     | bieg na 200 m      | eliminacje  | 20,69 |
| 2024 | Halowe mistrzostwa świata                | Glasgow       | bieg na 60 m       | półfinał    | 6,60  |
| 2024 | Mistrzostwa Europy                       | Rzym          | bieg na 100 m      | repasaże    | 10,38 |
| 2024 | Mistrzostwa Europy                       | Rzym          | bieg na 200 m      | eliminacje  | 21,09 |
| 2025 | Halowe mistrzostwa Europy                | Apeldoorn     | bieg na 60 m       | eliminacje  | 6,72  |
| 2025 | Halowe mistrzostwa świata                | Nankin        | bieg na 60 m       | eliminacje  | 6,87  |
| 2025 | II dywizja drużynowych mistrzostw Europy | Maribor       | bieg na 100 m      | 14. miejsce | 10,78 |
| 2025 | II dywizja drużynowych mistrzostw Europy | Maribor       | bieg na 200 m      | 5. miejsce  | 20,80 |

## Rekordy życiowe
- Bieg na 60 metrów (hala) – 6,55 (2020) rekord Słowacji
- Bieg na 100 metrów – 10,13 (2018, 2022) rekord Słowacji / 10,07w (2018)
- Bieg na 200 metrów (stadion) – 20,24 (2018) rekord Słowacji
- Bieg na 200 metrów (hala) – 20,97 (2023) rekord Słowacji